# Huancayo

Huancayo är en stad på Perus centrala högplatå, och är huvudort för Huancayoprovinsen samt departementet Junín. Folkmängden uppgick till 364 725 invånare 2015. Huancayo ligger i kanten av Mantarodalen på en höjd av 3 271 meter och är kulturellt och kommersiellt centrum för hela det område i centrala Peru som hör till Anderna.

## Historia
Området beboddes ursprungligen av wankas. Under 500-talet inkorporerades det i huari-kulturen. Huarifolket besegrades senare av inkahärskaren Pachakutiq 1460 och ingick därefter i Inkariket. Platsen blev en viktig anhalt på Inkafolkets långa kommunikationsled Camino Real.
Efter den spanska koloniseringen 1534 överskuggades Huancayos betydelse av Jauja, 18 km norrut, som conquistadoren Francisco Pizarro grundat som en provisorisk huvudstad i Peru, fram till dess att Lima övertog den rollen. Platsen blev 1570 centrum i vicekonungen Francisco de Toledos förläning Gauncayo och fick stadsprivilegier den 1 juni 1572 under namnet Santísima Trinidad de Huancayo.
Under frihetskriget befriades Huancayo den 20 november 1820. Katedralen började byggas 1831. Staden har växt hastigt under de senaste decennierna och stadsbilden domineras av moderna byggnader. Det finns ett fåtal byggnader kvar från kolonialtiden.

## Klimat
Huancayo borde på grund av sin latitud ha ett tropiskt klimat, men närheten till Anderna och den höga höjden påverkar starkt klimatet. Huancayo har ett varmt klimat under hela året, temperaturen varierar mellan 21º C och –5º C. Den lilla variationen gör att man bara skiljer på två årstider, regnperioden (oktober till april) och torrperioden (maj till september). De lägsta temperaturerna har man på morgonen under perioden juni till augusti. Den årliga nederbörden är måttlig vilket bidrar till Mantarodalens bördighet.

## Kommunikationer
Huancayo ligger något mer än 300 kilometer från huvudstaden Lima. Den viktigaste transportleden är Carretera Central, som är den väg som förenar departementen Lima, Junín, Huancavelica, Ayacucho, Pasco, Huánuco, San Martín och Ucayali.
Järnvägslinjen Ferrocarril Central, känd som den järnvägslinje i världen som går på högsta höjden, förband förr Huancayo med Lima. Sedan 1990 är järnvägsresorna begränsade till enbart gruvnäringen. De senaste åren och med stora intervall har några resor gjorts med turister. Även om det nu finns tankar på att återuppta trafiken så tar resan över de 300 kilometerna cirka tolv timmar för att passera Anderna. Förbindelsen med Huancavelica upprätthålls dock med en järnvägslinje; ett skäl för detta är att bilvägen städerna emellan, Carretera central, är i dåligt skick.
Närmaste flygplats är Francisco Carlé i Jauja, som dock inte har någon reguljär trafik. Närmaste större flygplats är Jorge Chavéz internationella flygplats i Callao som betjänar staden Lima.
Transporten i staden sker enbart med bil. För kollektiva transporter används minibussar, vilka tar cirka fem passagerare (kallas collectivos). Det finns också taxi och cykeltaxi att tillgå.

## Näringsliv
I dag är Huancayo ett kommersiellt centrum och ett centrum för hantverk. Varje söndag anordnas en konsthantverksmarknad i centret Avenida Huancavelica.

## Sport
Idrottsarenan Estadio Huancayo är målgång för ett årligt maratonlopp i Anderna. Loppet är den maratontävling som sker på högst höjd i världen, över 3 000 meter över havet. Start sker i Jauja, 42 kilometer norrut.